# Алесандро Бентивольо
Алесандро Бентивольо (на италиански: Alessandro Bentivoglio; * 1474, Болоня, Свещена Римска империя; † 1532, Милано, Миланско херцогство) е италиански кондотиер, благородник от рода Бентивольо от Болоня. Изобразен е с цялото семейство Бентивольо на олтарната картина на Бентивольо (Pala Bentivoglio) от Лоренцо Коста, намираща се в семейния параклис в църквата „Сан Джакомо Маджоре“ в Болоня.

## Произход
Той е син на Джовани II Бентивольо (* 1443, † 1508), владетел на Болоня (1463 – 1506), и съпругата му Джиневра Сфорца (* 1440, † 1507), извънбрачна дъщеря на Алесандро Сфорца, господар на Пезаро. Баща му умира като затворник на френския крал Луи XII. Има петнадесет братя и сестри, сред които:
- Бианка († 1519), господарка на Спиламберто и Кординяно като съпруга на Николо Мария Рангони, кондотиер
- Франческа (* 1468, † 1504), господарка на Фаенца като съпруга на Галеото Манфреди, съпруга на Гуидо II Торели, кондотиер
- Анибале II (* 1469, † 1540), господар на Болоня (1511 – 1512), кондотиер, съпруг на Лукреция д'Есте
- Антонгалеацо (* 1472, † 1525), прелат
- Ермес (* 1475, † 1513), кондотиер, пфалцграф (1498), съпруг на Якопа Орсини
- Камила (* 1480, † 1529), съпруга на Пиро Гондзага, кондотиер, граф на Родиго (1499 – 1521), сеньор на Боцоло (1527 – 1529) и на Сан Мартино дал'Арджине (1527 – 1529)
- Изота, монахиня в Корпус Домини
- Елеонора (* XV век, † 1540), господарка на Капри като съпруга на Джиберто Пио, господар на Капри, капитан на Болоня.

- Лаура († 1523), господарка на Весковато като съпруга на Джовани Гондзага, кондотиер; поставя началото на клона Гонзага ди Весковато
- Виоланта (неизв.), съпруга на Пандолфо IV Малатеста, кондотиер, господар на Римини и на други градове в Романя.

## Биография
През 1483 г. Алесандро е на служба при херцога на Калабрия Алфонсо II Неаполитански/ Арагонски и е издигнат в рицар.
Заедно с баща си и братята си Анибале и Ермес, също кондотиери, има представителни функции и участва в няколко военни епизода на Италианския полуостров – място на непрестанни конфликти между различните господари от онова време. Участва във Втората италианска война (1499 – 1504) (вкл. и в Обсадата на Новара на 8 – 10 април 1500 г.) и във Войната на Камбрийската лига (1508 – 1516).
През 1493 г. сватбата му с Иполита Сфорца му донася Сеньория Кастеджо в Ломбардия.
През 1498 г. е обявен заедно с братята си за пфалцграф от император Максимилиан I.
Той кара да построят Дворец „Бентивольо Пеполи“ (Palazzo Bentivoglio Pepoli) в полетата на Ригоза до Дзола близо до потока Лавино. Мястото през лятото се превръща в светски и културен център.
През 1506 г. е принуден да напусне Болоня по заповед на папа Юлий II. Намира убежище във Фиденца, но трябва да сменя градовете, тъй като всеки път, когато някой град му даде убежище, получава запрещение от папата. Юлий II обявява награда за залавянето му, понеже е притеснен от въоръжената реакция на братя Бентивольо. Те на няколко пъти се опитват да организират армия, за да си върнат изгубения град. През 1511 г., след различни опити и с помощта на французите, успяват в намерението си и Анибале става автономен господар на Болоня. На следващата година обаче французите се оттеглят и жителите на града се вдигат на бунт, за да прогонят отново Бентивольо. Този път Алесандро и братята му са принудени да напуснат родния си град завинаги. Те все пак успяват да си върнат имотите, разпръснати в Северна Италия. Алесандро си връща замъците в Ково и Антеняте в района на Бергамо.
Алесандро преминава под закрилата на Сфорца и става херцогски съветник. През 1522 г. е Сенатор на Милано и се бие срещу Кралство Франция и Свещената Римска империя. Заема различни военни длъжности: лейтенант на Миланската армия, Комисар на Миланската армия, Генерален капитан на военните части на Сфорца. Остава в Милано, дори когато Миланското херцогство преминава под контрола на испанците през 1525 г., и е назначен за управител на града заедно с Джанфранческо Висконти. През 1529 г., когато Миланското херцогство е върнато на Франческо II Сфорца, той получава титлата „Вицехерцог“.
Умира през 1532 г. на 58-годишна възраст. Погребан е в църквата „Сан Маурицио“ към Големия манастир (Monastero Maggiore) в Милано.

## Брак и потомство
∞ юни 1492 в Милано за Иполита Сфорца (* 1481, Милано; † 1520, Милано), дъщеря на Карло Сфорца, граф на Маджента и на Кастеджо (извънбрачен син на херцог Галеацо Мария Сфорца и на любовницата му Лукреция Ландриани), и съпругата му Бианка Симонета, господарка на Галиате. Имат двама сина и четири дъщери:
- Сфорца Бентивольо († 1530)
- Джовани Бентивольо († като малък)
- Джиневра Бентивольо (* 1503, † ок. 1541), ∞ 1524 за Джовани II дел Карето, маркграф на Финале и Нови, от когото има 4 сина и 1 дъщеря
- Алесандра Бентивольо (* ок. 1504), игуменка на бенедиктинския манастир „Сан Маурицио“ към Монастеро Маджоре в Алесандрия (1522)
- Виоланта Бентивольо (* ок. 1505, † 1550), ∞ 1520 за Джовани Паоло I Сфорца (* март 1497, Милано; † 13 декември 1535, Неапол), кондотиер, 1-ви маркиз на Караваджо (1532 – 1535), основател на линията на маркизите на Караваджо. Имат двама сина.
- Иполита Бентивольо (* ок. 1518/1519), монахиня-бенедиктинка в манастир „Сан Маурицио“ към Монастеро Маджоре в Алесандрия с името Франческа.